# Natalie Stafford
Natalie Stafford (8 de dezembro de 1976) é uma basquetebolista profissional britânica.

## Carreira
Natalie Stafford integrou a Seleção Britânica de Basquetebol Feminino, em Londres 2012, que terminou na décima-primeira colocação.